# Ordre du Mérite du duc Pierre-Frédéric-Louis

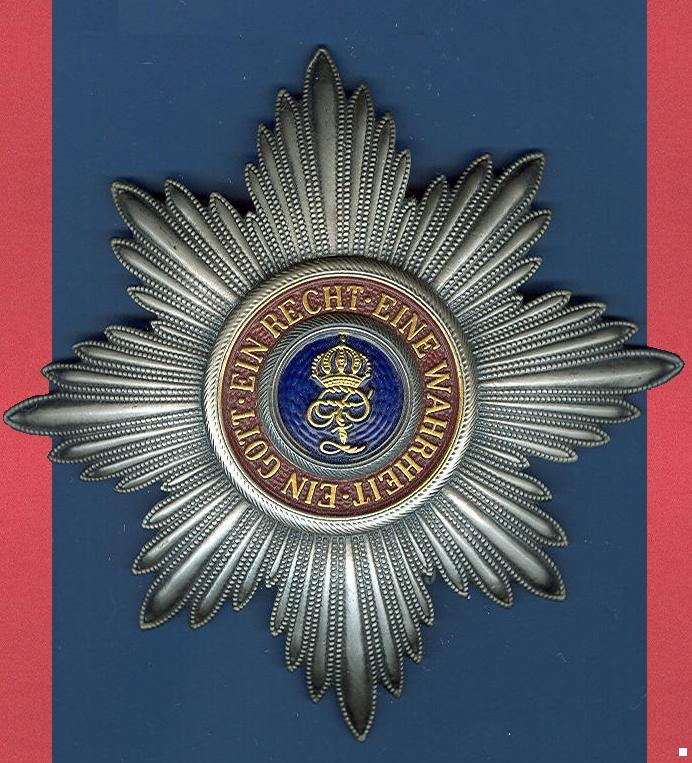
Croix de grand-croix.

L'ordre du Mérite du duc Pierre-Frédéric-Louis, est le seul ordre dynastique et le plus grand honneur du grand-duché d'Oldenbourg.

## Histoire
L'ordre est fondé le 27 novembre 1838 par le grand-duc Auguste Ier d'Oldenbourg en souvenir du retour du prince Pierre-Frédéric-Louis, destitué par Napoléon, le 27 novembre 1813. Il récompense des mérites civils et militaires. 
Au fil du temps, divers ajouts sont introduits. Les grandes croix sont divisées en 1841 en "grand-croix d'or" et "simples" grand-croix d'argent. En 1856, les épées sont ajoutés pour mérite militaire, qui sont attachées au médaille de l'Ordre. Plus tard, lorsqu'un médaillé reçoit un niveau supérieur sans épées, les épées pour le mérite militaire sont attachées à l'anneau du signe de l'Ordre. En 1903, la classe d'officier est créée. La croix de chevalier IIe classe peut être décernée avec une couronne à partir de 1906. La dernière modification est l'ajout de lauriers pour les médailles avec des épées en 1918. À titre d’appréciation particulière, le grand-duc peut décerné des colliers avec des brillants. 
Les médailles doivent être rendus en cas de décès ou lors du passage dans une classe supérieure. La fête de l'ordre est le 17 janvier, l'anniversaire du duc Pierre-Frédéric-Louis. 
L'ordre est dissous avec la fin du grand-duché en 1918. 

## Classes
L'ordre du Mérite se composent de « capitulaires » et de « membres honoraires ». 

### Capitulaires
- grand-croix
- grand commandeur
- commandeur
- chevalier

Les capitulaires sont autorisés à devenir sujets d'Oldenbourg. Les capitulaires d'une classe inférieure peuvent en même temps être des membres honoraires de classes supérieures. Les capitulaires sont composés de deux grand-croix avec des prébendes de 400 thalers d'or, de deux grands commandeurs de 300 thalers d'or, de quatre commandeurs de 200 thalers d'or et de huit chevaliers, dont les quatre plus anciens reçoivent chacun 100 thalers d'or en guise de dotation . 

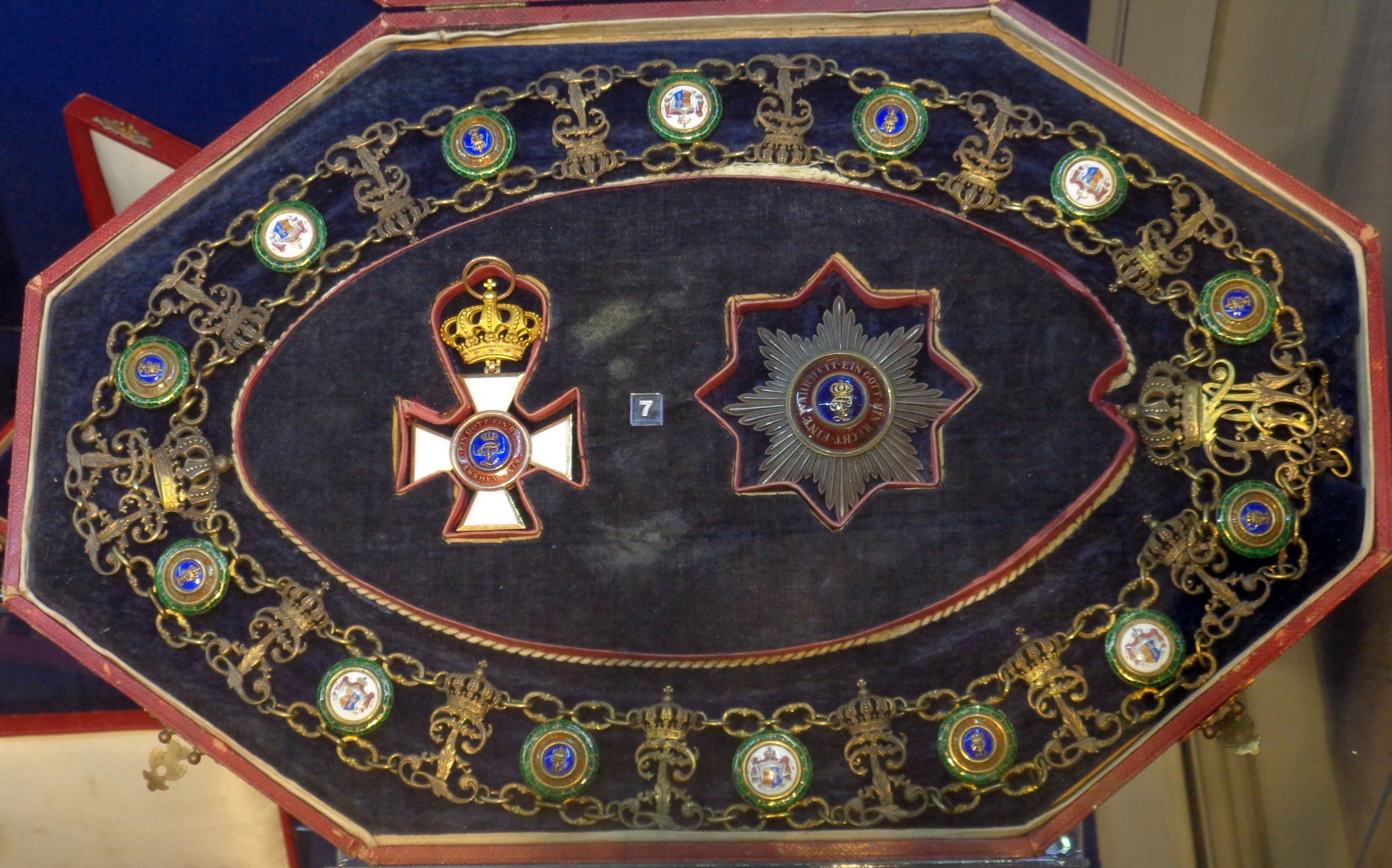
Grand-croix avec collier.

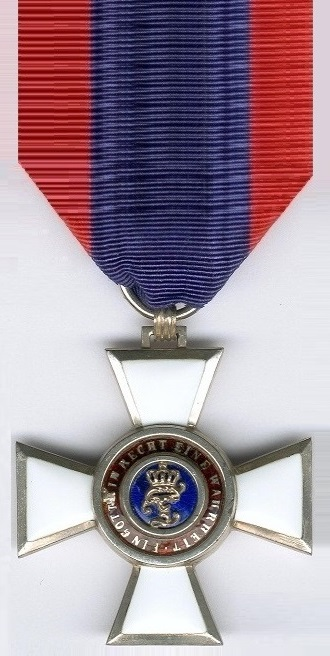
Croix de chevalier IIe classe.

### Membres honoraires
Jusqu'à l'abolition de la monarchie, l'ordre est composé de sept classes ainsi que d'une croix du Mérite et d'une médaille du Mérite divisées en trois classes chacune. 
- grand-croix
- grand commandeur
- commandeur
- officier
- chevalier Ire classe
- chevalier IIe Classe avec couronne
- chevalier IIe classe
- croix du mérite Ire Classe
- croix du mérite IIe classe
- croix du mérite IIIe classe
- médaille du mérite en or
- médaille du mérite en argent
- médaille du mérite en bronze

Les princes de la maison grand-ducale sont membres honoraires grand-croix d'or. Selon les statuts de l'ordre, le nombre des membres honoraires, à l'exception des princes de la maison grand-ducale, est limité à quatre grand-croix, quatre grands commandeurs, huit commandeurs et 24 chevaliers. Les nominations de membres honoraires pour mérite militaire sont toutefois exclues de ces dispositions. 

## Symbole
Le symbole consiste en une croix en émail blanc et doré. Pour toutes les classes, sauf celle d'officier et de chevalier IIe classe, une couronne est attachée au-dessus du symbole de l'ordre. L'ordre des chevaliers de première classe a une bordure dorée, l'ordre des chevaliers IIe classe une bordure en argent. Le bouclier central porte en avers sur un fond bleu les lettres P. F. L. (Peter Friedrich Ludwig) couronné, entouré d'un cerceau bordé de rouge et de blanc avec la devise "EIN GOTT * EIN RECHT * EINE WAHRHEIT". Le blason d'Oldenbourg est au revers de la médaille. 
Au dos de la croix se trouve sur les bras croisés en lettres dorées en  haut l'indication 17. Jan. 1755, date de naissance du duc et à droite date de son entrée en fonction 6. Jul. 1785. À gauche se trouve l'indication 21. Mai 1829, date du décès du souverain et en bas, la date de fondation de l'ordre  27. Nov. 1838. 